# NGC 24
Az NGC 24 egy spirálgalaxis a Sculptor (Szobrász) csillagképben.

## Felfedezése
Az NGC 24 galaxist William Herschel fedezte fel 1785. október 27-én.

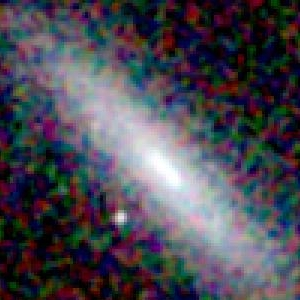

## Tudományos adatok
A galaxis 554 km/s sebességgel távolodik tőlünk.